# George Paget Thomson
George Paget Thomson (Cambridge, Anglaterra, 1892 - ibídem, 1975) fou un físic anglès guardonat amb el Premi Nobel de Física l'any 1937.

## Biografia
Nascut el 3 de maig de 1892 a la ciutat anglesa de Cambridge, fou fill del també físic Joseph John Thomson, Premi Nobel de Física de l'any 1906 pels seus treballs sobre la conducció de l'electricitat a través dels gasos, i considerat el descobridor de l'electró.
Va estudiar i graduar-se en física al Trinity College de la Universitat de Cambridge, impartint entre 1922 i 1930 classes de filosofia natural a la Universitat d'Aberdeen. El 1930, va obtenir la càtedra de física al Col·legi Imperial de Ciències i Tecnologia de la Universitat de Londres, on va romandre fins a l'any 1952. Des d'aquest any i fins al 1962, fou rector del Corpus Christi College de la Universitat de Cambridge.
L'any 1943 va ser nomenat sir i el 1946 va ocupar l'assessoria de la delegació britànica al Consell de Seguretat de les Nacions Unides i de la Comissió de l'Energia Atòmica. Paget Thomson morí el 10 de setembre de 1975 a la ciutat de Cambridge.

## Recerca científica
El 1937 li va ser atorgat el Premi Nobel de Física, que va compartir amb el físic nord-americà Clinton Joseph Davisson, pel seu treball relatiu a la difracció d'electrons en cristalls i la demostració de les seves propietats ondulatòries. Ambdós físics arribaren a la mateixa conclusió en els seus treballs, però d'una manera independent, demostrant les prediccions del físic francès Louis-Victor de Broglie.
En els últims anys de la dècada dels 30 i durant la Segona Guerra Mundial es va especialitzar en física nuclear, concentrant-se en l'estudi de les aplicacions pràctiques militars de l'energia nuclear. En l'última part de la seva vida, va continuar els seus treballs a l'entorn d'aquest tipus d'energia, però també va escriure treballs sobre aerodinàmica i sobre el valor de la ciència en la societat.
Entre 1937 i 1941, va assessorar al ministeri de l'Aire en matèria d'aeronàutica, i en matèria científica en general entre 1943 i 1944.